# Museo Virtual Agrario
El Museo Virtual Agrario, también conocido como "MUVA" tiene como tema el Agrarismo en México es una iniciativa del Instituto Nacional de Antropología e Historia (INAH-CONACULTA) y la Procuraduría Agraria (PA), este museo virtual cuenta con 8 salas interactivas con un escenario de 360° se aborda temas sobre las formas de tenencia de la tierra en México desde el concepto precolombino hasta nuestros días. También cuenta con materiales multimedia tales como: audio, vídeo y fotografías (Cuenta aproximadamente con 50 documentos de carácter histórico).

## Temáticas y salas del museo
- Sala I: Presentación
  1. ¿Qué es el agrarismo?
  2. Ruth Arboleyda Castro (Antropología)
  3. Salvador Rueda Smithers (Historiador)
- Sala II: Concepto Precolombino
  1. Conceptualización en la sociedad prehispánica
  2. Conceptualización en la sociedad colonial
  3. Influencia en los regímenes de la Edad Media y del derecho castellano
- Sala III: Estatus político
  1. Tenencia de la tierra
  2. Cédulas para pueblos y mercedes reales para españoles e hijos
  3. Fortalecimiento del régimen de las haciendas
  4. Deslindes y deshipotecas en el tiempo de Porfirio Díaz
  5. Concentración de la propiedad
- Sala IV: Estatus ideológico
  1. Emiliano Zapata y el movimiento campesino
  2. Con el Plan de Ayala se inicia la revolución social en México
  3. Reconocimiento de derechos campesinos
  4. El ejido
- Sala V: Reparto y formas de propiedad
  1. Formas de propiedad
  2. Las transformaciones del cardenismo
  3. Retos de la transformación
- Sala VI: Las transformaciones en el siglo XIX
  1. 1915
  2. 1992: Reforma constitucional
  3. La relación en la sociedad
  4. Etapas agrarias
- Sala VII: Tercera etapa agraria.
  1. Desarrollo agrario
  2. Proyectos productivos para el desarrollo sustentable
- Sala VIII: Nueva era
  1. Visión del futuro
  2. La mirada de los niños